# 2149 Schwambraniya
2149 Schwambraniya è un asteroide della fascia principale. Scoperto nel 1977, presenta un'orbita caratterizzata da un semiasse maggiore pari a 2,5494932 UA e da un'eccentricità di 0,1054785, inclinata di 7,71893° rispetto all'eclittica.
L'asteroide è dedicato alla terra immaginaria di Schwambraniya del libro di Lev Kassil, The Black Book and Schwambrania.